# Gustav Hedenvind-Eriksson
Gustav Hedenvind-Eriksson (Orsa församling, 17 maggio 1880 – Stoccolma, 17 aprile 1967) è stato uno scrittore svedese.
Nei suoi libri, descrive le sue esperienze come boscaiolo, scavatore o marinaio, e si basano su racconti orali della sua infanzia. Ha vinto il Premio Dobloug nel 1959.

## Opere
- Ur en fallen skog, 1910
- Vid Eli vågor, 1914
- Järnets gåta, 1921
- På friköpt jord, 1930